# Коропецький деканат УГКЦ
Коропецький деканат (протопресвітеріат) Бучацької єпархії УГКЦ — релігійна структура УГКЦ, що діє на території Тернопільської області України.

## Декани
Декан (протопресвітер) Коропецький — о. Михайло Мохнатий.

## Парафії деканату
| Парафії                                  | Населені пункти |
| ---------------------------------------- | --------------- |
| Воздвиження Чесного Хреста Господнього   | с. Бобрівники   |
| Вознесіння Господнього                   | с. Вербка       |
| Воскресіння Господнього                  | с. Вістря       |
| Святого архістратига Михаїла             | с. Гончарівка   |
| Святого Онуфрія                          | с. Горигляди    |
| Святих верховних апостолів Петра і Павла | с. Добромишль   |
| Різдва Пресвятої Богородиці              | с. Затишне      |
| Святого великомученика Димитрія          | с. Комарівка    |
| Святого Отця Миколая                     | смт Коропець    |
| Успення Пресвятої Богородиці             | смт Коропець    |
| Введення в храм Пресвятої Богородиці     | с. Красіїв      |
| Різдва Пресвятої Богородиці              | с. Криниця      |
| Перенесення мощей святого Миколая        | с. Лазарівка    |
| Перенесення мощей святого Миколая        | с. Лука         |
| Успіння Пресвятої Богородиці             | с. Лядське      |
| Покрови Пресвятої Богородиці             | с. Межигір'я    |
| Зіслання Святого Духа                    | с. Низьколизи   |
| Святого великомученика Димитрія          | с. Рідколісся   |
| Різдва Пресвятої Богородиці              | с. Садове       |
| Різдва Пресвятої Богородиці              | с. Сеньків      |
| Пресвятої Тройці                         | с. Тростянці    |
| Собору Пресвятої Богородиці              | с. Устя-Зелене  |
| Успіння Пресвятої Богородиці             | с. Яргорів      |